# Americké Panenské ostrovy na letních olympijských hrách
Americké Panenské ostrovy na letních olympijských hrách startovaly celkem 14krát, poprvé na letních olympijských hrách v Mexiku v roce 1968 a od té doby vyslaly své sportovce na všechny následující letní olympiády s výjimkou letních olympijských her v Moskvě v roce 1980, kdy se zapojily do bojkotu těchto her západními zeměmi. Za účast sportovců je zodpovědný Olympijský výbor Amerických Panenských ostrovů, založený v roce 1967.
Toto je přehled historických událostí, účastí, medailového zisku a vlajkonošů na dané sportovní události.

## Historie
Olympijský debut Amerických Panenských ostrovů se odehrál na letních olympijských hrách v Mexiku roce 1968 s týmem složeným z atletů, vzpěračů a jachtařů. Jachtaři Rudolph Thompson a John Hamber soutěžili v kategorii Flying Dutchman a Per Dohm ve třídě Finn-Dinghy. Na letní olympiádě v Mnichově v roce 1972 následovaly účasti sportovců v boxu a střelbě, na olympijských hrách v Montrealu v roce 1976 pak v plavání a zápasu. V Montrealu se také poprvé zúčastnila olympijských her ženská sportovkyně, plavkyně Shelley Cramer, který závodila na trati 100 metrů volným způsobem.

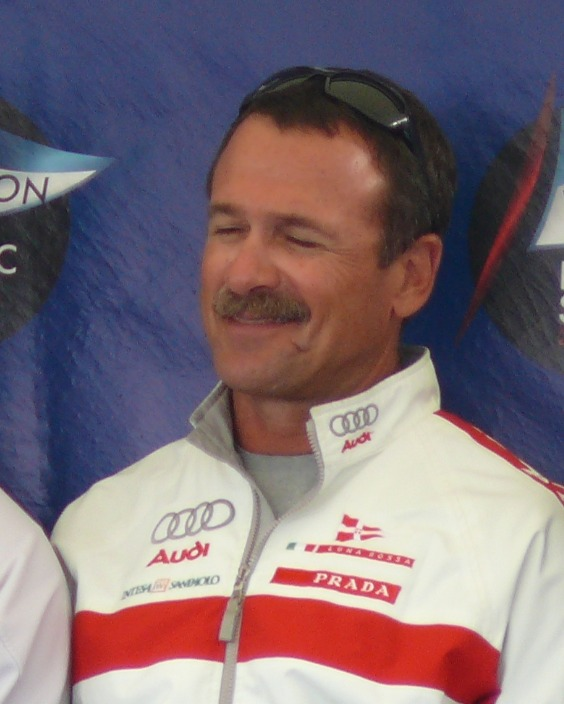
Jachtař Peter Holmberg, který zemi zajistil zatím jedinou olympijskou medaili

Letních olympijských her v Moskvě v roce 1980 se ostrovy nezúčastnily, neboť následovaly výzvu USA hry bojkotovat. Na letní olympiádě v Los Angeles se poprvé za ostrovy zúčastnili šermíři a jezdci, v roce 1988 v Soulu se přidali také cyklisté. Na těchto olympijských hrách získala země svou první olympijskou medaili, kterou vybojoval jachtař Peter Holmberg ve třídě Finn-Dinghy, když dosáhl druhého místa a vyhrál tak stříbrnou medaili. Účasti na dalších letních olympijských hrách byly už neúspěšné, navíc se postupně zmenšují týmu sportovců, které země vysílá.

## Přehled účastí
| Dějiště LOH            | LOH      | Vlajkonoš                               | Účastníci | Zlatá medaile | Stříbrná medaile | Bronzová medaile | Celkem |
| ---------------------- | -------- | --------------------------------------- | --------- | ------------- | ---------------- | ---------------- | ------ |
| 1968 Ciudad de México  | LOH 1968 | Leston Sprauve                          | 1         |               |                  |                  | 0      |
| 1972 Mnichov           | LOH 1972 | William Peets                           | 1         |               |                  |                  | 0      |
| 1976 Montréal          | LOH 1976 | Ivan David                              | 1         |               |                  |                  | 0      |
| 1980 Moskva            | 1980     |                                         |           |               |                  |                  | Ne     |
| 1984 Los Angeles       | LOH 1984 | Jodie Lawaetz                           | 10        |               |                  |                  | 0      |
| 1988 Soul              | LOH 1988 | Robert Fellner                          | 12        |               | 1                |                  | 1      |
| 1992 Barcelona         | LOH 1992 | Flora Hyacinth                          | 6         |               |                  |                  | 0      |
| 1996 Atlanta           | LOH 1996 | Lisa Neuburger                          | 2         |               |                  |                  | 0      |
| 2000 Sydney            | LOH 2000 | Ameerah Bello                           | 6         |               |                  |                  | 0      |
| 2004 Athény            | LOH 2004 | LaVerne Jonesová-Ferretteová            | 7         |               |                  |                  | 0      |
| 2008 Peking            | LOH 2008 | Josh Laban                              | 5         |               |                  |                  | 0      |
| 2012 Londýn            | LOH 2012 | Tabarie Henry                           | 7         |               |                  |                  | 0      |
| 2016 Rio de Janeiro    | LOH 2016 | Cy Thompson                             | 7         |               |                  |                  | 0      |
| 2020 Tokio             | LOH 2020 | Natalia Jean Kuipersová a Adriel Sanes  | 4         |               |                  |                  | 0      |
| 2024 Paříž             | LOH 2024 | Natalia Jean Kuipersová a Kruz Schembri | 5         |               |                  |                  | 0      |
| Celkem                 | 14       |                                         |           | 0             | 1                | 0                | 1      |
| Zdroj na Olympedia.org |          |                                         |           |               |                  |                  |        |

## Listina medailistů
| Medal            | Sportovec      | LOH                             | Sport         |
| ---------------- | -------------- | ------------------------------- | ------------- |
| Stříbrná medaile | Peter Holmberg | Americké Panenské ostrovy (ISV) | 1988 Jachting |